# Juan José Rojas
Juan José Rojas är en ort i Mexiko.   Den ligger i kommunen Lerdo och delstaten Durango, i den centrala delen av landet, 800 km nordväst om huvudstaden Mexico City. Juan José Rojas ligger 1 153 meter över havet och antalet invånare är 517.
Terrängen runt Juan José Rojas är platt västerut, men österut är den kuperad. Runt Juan José Rojas är det ganska glesbefolkat, med 47 invånare per kvadratkilometer. Närmaste större samhälle är Gómez Palacio, 16,7 km öster om Juan José Rojas. Omgivningarna runt Juan José Rojas är i huvudsak ett öppet busklandskap.